# Odontites powellii
Odontites powellii är en snyltrotsväxtart som beskrevs av René Charles Maire. Odontites powellii ingår i släktet rödtoppor, och familjen snyltrotsväxter. Inga underarter finns listade i Catalogue of Life.